# Чинь Ван Кан, Иосиф Мария
Иосиф Мария Чинь Ван Кан (вьет. Giuse Maria Trịnh Văn Căn; 19 марта 1921, Чакбут, Французский Индокитай — 18 мая 1990, Ханой, Вьетнам) — вьетнамский кардинал. Титулярный архиепископ Элы и коадъютор, с правом наследования, Ханоя с 5 февраля 1963 по 27 ноября 1978. Архиепископ Ханоя с 27 ноября 1978 по 18 мая 1990. Кардинал-священник с титулом церкви Санта-Мария-ин-Виа с 30 июня 1979.